# JT Thor
Jokhow Panom "JT" Thor (Omaha, 26 de agosto de 2002) é um jogador sudanês-americano de basquete profissional que atualmente joga no Cleveland Cavaliers da National Basketball Association (NBA) e no Cleveland Charge da G-League.
Ele jogou basquete universitário pela Universidade de Auburn e foi selecionado pelo Charlotte Hornets como a 37ª escolha geral no draft da NBA de 2021.

## Início da vida e carreira no ensino médio
Filho de pais sul-sudaneses, Thor nasceu em Omaha, Nebraska e se mudou para Anchorage, Alasca, aos cinco anos. Ele começou a jogar basquete na sétima série e competiu pela West Anchorage High School. Aos 14 anos, Thor se mudou para Virgínia Ocidental, onde seu irmão morava, para frequentar a Huntington Prep School. Depois de duas temporadas, ele se transferiu para a Norcross High School em Norcross, Geórgia. Ele se reclassificou para a classe de 2020.
Em seu último ano, Thor teve médias de 14,9 pontos e 6,6 rebotes. Ele era um recruta de quatro estrelas e se comprometeu a jogar basquete universitário pela Universidade de Auburn, rejeitando a oferta de Oklahoma State.

## Carreira universitária
Em 13 de fevereiro de 2021, Thor registrou 24 pontos e nove rebotes em uma derrota por 82-80 para Kentucky. Como calouro em Auburn, ele teve médias de 9,4 pontos, 5,0 rebotes e 1,4 bloqueios.
Em 23 de março de 2021, Thor se declarou para o draft da NBA de 2021. Mais tarde, ele assinou com um agente, renunciando a sua elegibilidade universitária restante.

## Carreira profissional

### Charlotte Hornets (2021–2024)
JT Thor foi selecionado pelo Detroit Pistons como a 37º escolha geral no draft da NBA de 2021. Em 6 de agosto, Thor foi negociado para o Charlotte Hornets, junto com Mason Plumlee, por Balsa Koprivica. Em 6 de agosto de 2021, Os Hornets assinaram um contrato de 4 anos e US$6.6 milhões com Thor.
Em 26 de outubro e 2 de novembro, ele foi designado para o Greensboro Swarm da G-League. Em sua estreia na G-League, Thor registrou 34 pontos e 12 rebotes em uma derrota por 128-117 para o Birmingham Squadron.
Em 28 de junho de 2024, Os Hornets dispensaram Thor.

### Cleveland Cavaliers (2024–Presente)
Em 9 de setembro de 2024, Thor assinou um contrato de duas vias com o Cleveland Cavaliers e com seu afiliado na G-League, Cleveland Charge.

## Estatísticas da carreira

### NBA

#### Temporada regular
| Ano      | Equipe    | PJ  | PT | MPJ  | AP   | 3P   | LL   | RT  | AS | BR | TO | PPJ |
| -------- | --------- | --- | -- | ---- | ---- | ---- | ---- | --- | -- | -- | -- | --- |
| 2021–22  | Charlotte | 33  | 0  | 7.9  | .436 | .259 | .600 | 1.3 | .6 | .2 | .3 | 2.0 |
| 2022–23  | Charlotte | 69  | 8  | 14.0 | .399 | .317 | .702 | 2.2 | .5 | .3 | .3 | 3.8 |
| 2023–24  | Charlotte | 63  | 3  | 12.4 | .437 | .346 | .550 | 2.3 | .5 | .2 | .4 | 3.2 |
| Carreira | Carreira  | 165 | 11 | 11.4 | .424 | .307 | .617 | 1.9 | .5 | .2 | .3 | 3.0 |

### Universitário
| Ano     | Equipe | PJ | PT | MPJ  | AP   | 3P   | LL   | RT  | AS | BR | TO  | PPJ |
| ------- | ------ | -- | -- | ---- | ---- | ---- | ---- | --- | -- | -- | --- | --- |
| 2020–21 | Auburn | 27 | 27 | 23.0 | .440 | .297 | .741 | 5.0 | .9 | .8 | 1.4 | 9.4 |

Fonte: